# Bronislav Schwarz
Bronislav Schwarz (* 7. října 1966) je český politik a ředitel městské policie, v letech 2013 až 2017 poslanec Poslanecké sněmovny PČR (zvolen na kandidátce hnutí ANO 2011), v letech 2008 až 2016 zastupitel Ústeckého kraje, od roku 2010 radní a zastupitel města Lomu na Mostecku a od února 2014 předseda hnutí Severočeši.cz.

## Život
Vystudoval Vysokou vojenskou leteckou školu v Košicích a Vojenskou akademii v Brně (získal titul Ing.).
V letech 1986 až 1993 byl vojákem z povolání, působil jako letovod v Žatci a Staré Boleslavi. Do roku 2007 pracoval u Policie ČR na různých pozicích – jako vyšetřovatel, zástupce vedoucího oddělení hospodářské kriminality, vedoucí oddělení hlídkové služby, vedoucí obvodního oddělení, velitel služby pořádkové policie a končil jako komisař služby kriminální policie a vyšetřování. Od roku 2007 působí jako ředitel Městské policie v Mostě.
Bronislav Schwarz vyvolává kontroverze kvůli svým výrokům o Romech, např. že „na Cikány platí jen tvrdá ruka“ či že „ze sta Cikánů je deset pracovitých a slušných, které bychom neměli házet do pytle s těmi zmetky“.
Schwarz byl také obžalován ze zneužití pravomoci veřejného činitele, porušení domovní svobody a omezování osobní svobody. V roce 2006 měl totiž bez povolení vniknout do bytu, kde se našla varna drog. Soud první instance ho osvobodil, žalobce se ale odvolal a v lednu 2013 se případ vrátil k okresnímu soudu. V prosinci 2013 jej Poslanecká sněmovna PČR vydala k trestnímu stíhání (pro vydání hlasovalo 139 ze 181 přítomných poslanců).
Bronislav Schwarz je ženatý a má tři děti.

## Politické působení
Do politiky vstoupil, když byl v komunálních volbách v roce 2010 zvolen jako člen hnutí Severočeši.cz do Zastupitelstva města Lomu v okrese Most. V listopadu 2010 byl zvolen také radním města.
Do vyšší politiky se zapojil, když byl v krajských volbách v roce 2008 zvolen za hnutí Severočeši.cz do Zastupitelstva Ústeckého kraje. Mandát krajského zastupitele obhájil opět za hnutí Severočeši.cz v krajských volbách v roce 2012. Ve volbách v roce 2016 nemohl mandát krajského zastupitele obhájit, jelikož byla kandidátka hnutí Severočeši.cz, za něž kandidoval, týden před volbami stažena za rozporuplných okolností.
Na začátku října 2013 byl zvolen předsedou hnutí Severočeši.cz (předsednictvo hnutí jej údajně zvolilo jednohlasně). Ministerstvo vnitra ČR ale volbu neuznalo, a tak se musela 10. února 2014 opakovat. I tato volba však byla právní cestou zpochybňována. Dne 10. srpna 2016 nabyl právní moci rozsudek Okresního soudu v Mostě, podle něhož jsou usnesení, která byla přijata na valné hromadě konané dne 10. února 2014 a týkala se statutárního orgánu politického hnutí Severočeši.cz, neplatná. Bronislav Schwarz tak přestal být předsedou hnutí. Dne 24. října 2016 jej do čela hnutí opět zvolila valná hromada.
Ve volbách do Poslanecké sněmovny PČR v roce 2010 se rozhodl kandidovat za hnutí Severočeši.cz jako lídr v Ústeckém kraji na kandidátce Suverenity – bloku Jany Bobošíkové, strany zdravého rozumu, ale neuspěl (strana se do Sněmovny vůbec nedostala). O tři roky později ve volbách do Poslanecké sněmovny PČR v roce 2013 kandidoval ze druhého místa jako člen hnutí Severočeši.cz na kandidátce hnutí ANO 2011 v Ústeckém kraji a byl zvolen. Vlivem preferenčních hlasů sice poklesl na třetí místo (přeskočil ho Vlastimil Vozka), ale v Ústeckém kraji získalo hnutí ANO 2011 čtyři mandáty a tak se do Sněmovny dostal.
V komunálních volbách v roce 2014 obhájil jako nestraník za stranu B10.cz na kandidátce subjektu „Severočeši Lom“ post zastupitele města Lomu. Zvolen byl i ve volbách v roce 2018, tentokrát jako člen hnutí Severočeši.cz na stejnojmenné kandidátce. Zůstal též radním města.
V roce 2016 podepsal návrh zákona předkladatele Zdeňka Ondráčka (KSČM) na ochranu prezidenta republiky s trestní sazbou až jeden rok vězení. Ve volbách do Poslanecké sněmovny PČR v roce 2017 kandidoval jako člen hnutí Severočeši.cz na kandidátce Strany Práv Občanů v Ústeckém kraji, ale neuspěl.